# Зелёный Курган (Московская область)
Зелёный Курган — посёлок сельского типа в Букарёвском сельском поселении Истринского района Московской области. Население — 73 чел. (2010). С Истрой связан автобусным сообщением (автобус № 46 от Истры через жд станцию Ново-Иерусалимская). Фактически посёлок состоит из одного трёхэтажного дома, садовых товариществ, заброшенных пионерлагеря "Салют" и Дома отдыха "Зеленый Курган".
Зелёный Курган расположен в 12 км к западу от райцентра Истра, на левом берегу реки Маглуши. Шоссе через посёлок проложено по старому тракту в Иосифо-Волоцкий монастырь.

## Население
| 2002 | 2006 | 2010 |
| ---- | ---- | ---- |
| 63   | ↗94  | ↘73  |